# Come Hell or High Water
A Come Hell or High Water a Deep Purple "klasszikus" 2. felállásának 1994-ben megjelent koncertalbuma és videója. A felvételek  az 1993. október 16-i stuttgarti és november 9-i birminghami koncerteken készültek. A videó csak a birminghami koncert anyagát tartalmazza interjúrészletekkel kiegészítve, emiatt a számok sorrendje és hossza is más.
A hanganyag 2006-ban teljes hosszában is megjelent a Live in Europe 1993 című 4 lemezes koncertalbumon.

## Számok listája
A CD kiadás számai. A csillaggal jelölt számok az 1994-es Japán és 1997-es amerikai kiadáson szerepelnek, az eredeti európain nem. Az összes szám az együttes tagjainak a szerzeménye.
1. Highway star – 6:40
2. Black night – 5:40
3. A twist in the tale – 4:27
4. Perfect strangers – 6:52
5. Anyone's daughter – 3:57
6. Child in time – 10:48
7. Anya – 12:13
8. Lazy – 4:18 *
9. Space truckin' – 2:39 *
10. Woman from Tokyo – 1:53 *
11. Speed king – 7:29
12. Smoke on the water – 10:26

## Előadók
- Ian Gillan – ének
- Ritchie Blackmore – szólógitár
- Jon Lord – billentyűk
- Roger Glover – basszusgitár
- Ian Paice – dob